# Parco archeologico Champaner-Pavagadh
Il Parco archeologico Champaner-Pavagadh è un sito inserito nel 2004 nell'elenco dei Patrimoni dell'umanità dell'UNESCO. Esso si trova in India, più precisamente a pochi chilometri dalla città di Halol, nel distretto di Panchmahal, a sua volta a circa 50 km dalla città principale di Vadodara. Il sito contiene al suo interno numerose rovine dell'antica capitale dello stato indiano del Gujarat, risalente al XVI secolo, come pure edifici più antichi (fino all'VIII secolo).
Si tratta dell'unica città islamica risalente all'epoca precedente l'avvento del Gran Mogol e rimasta immutata nel suo stato originario. A partire dagli ultimi anni del XX secolo è stata condotta un'importante campagna di restauro.

## Storia di Champaner
La città di Champaner fu fondata da Vanraj Chavda, il più importante e famoso monarca della dinastia Chavda, che regnò sul Gujarat del nord tra l'VIII ed il X secolo. Il re dedicò il nome della città al suo generale ed amico personale Champa, conosciuto più tardi come Camparaj.
Nel 1484 Mahmud I Begada conquistò della città, che ribattezzò Mahmudabad, ed avviò un grande piano di ristrutturazione della città, durato per i 23 anni del suo regno. Ricostruì la cittadella e vi collocò moschee, palazzi e tombe, il tutto protetto da mura possenti.
Champaner rimase capitale del Gujarat fino al 1555, quando venne conquistata dall'imperatore moghul Humayun. Dal quel momento iniziò un veloce declino.

## Luoghi d'interesse

### Moschea Jami Masjid

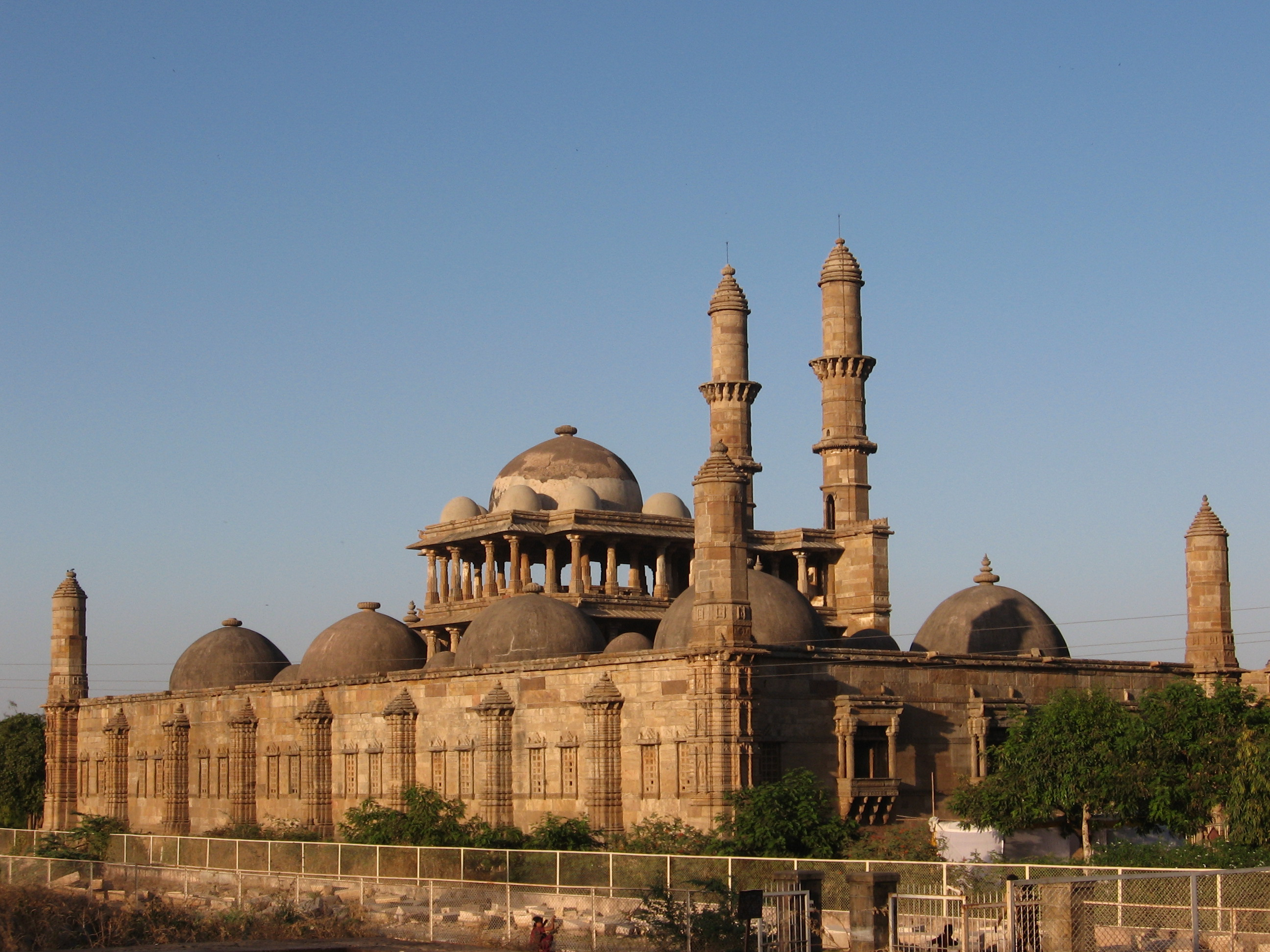
La moshea Jami Masjid

La moschea, la cui costruzione fu iniziata nel 1523 e finanziata con il bottino delle varie conquiste, ha un'ampia struttura simmetrica con una cupola ben proporzionata. All'esterno, riccamente decorato con ben 172 colonne, vi sono due minareti di 30 m.
L'impressionante facciata propone una importante novità per l'India: i due altissimi minareti che fiancheggiano lingresso alla navata, perpendicolare alla qibla che indica la direzione verso la Mecca.
Questa soluzione era già stata sperimentata parzialmente a Ajmer, ma è spiegabile solo con profondi influssi dell'arte timuride. 
Al contrario, la parte inferiore della facciata, decorata in maniera estremamente minuziosa, è di ispirazione indù, come il monumentale balcone (jarokha) sulla parte superiore e gli altri due affiancati ai minareti.
La moschea è strutturata su tre livelli e termina con una cupola sostenuta da due ordini di colonne, soluzione ricavata da templi jain presenti in zona, e circondata da altre colonne più piccole, garantendo così l'iiluminazione della sala di preghiera.

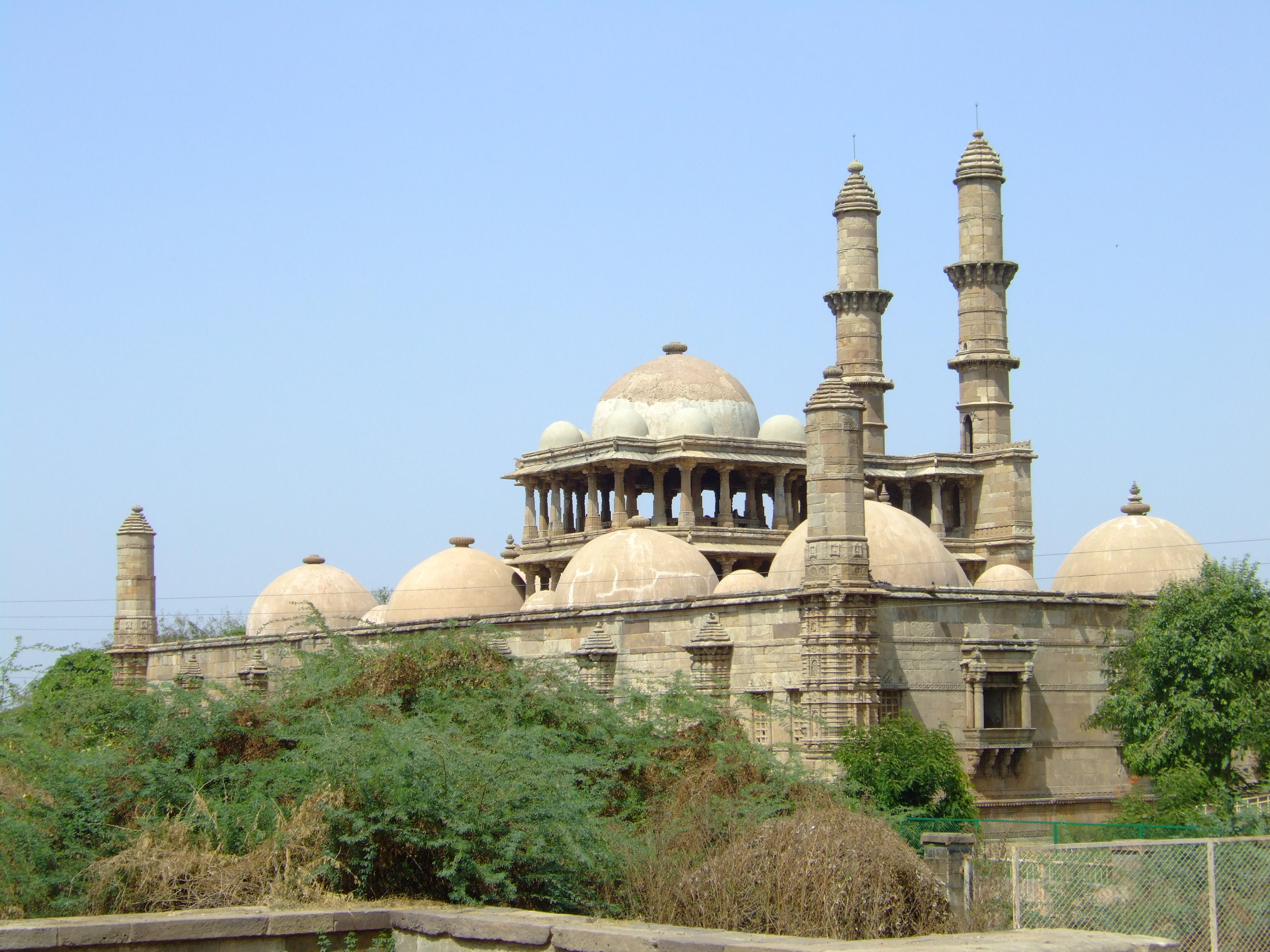
La moschea Jami Masjid vista dalla porte della città
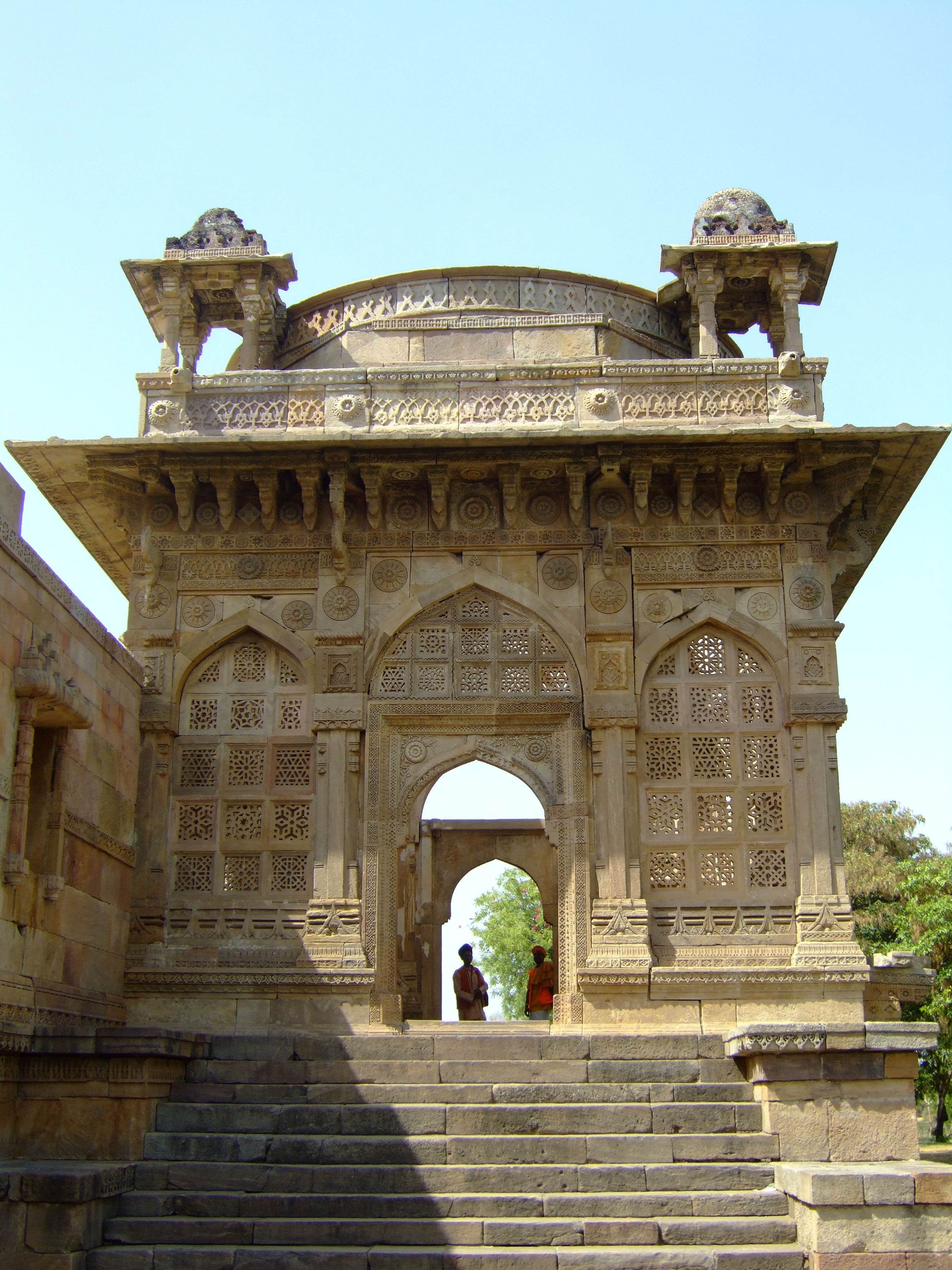
L'ingresso al cortile della moschea
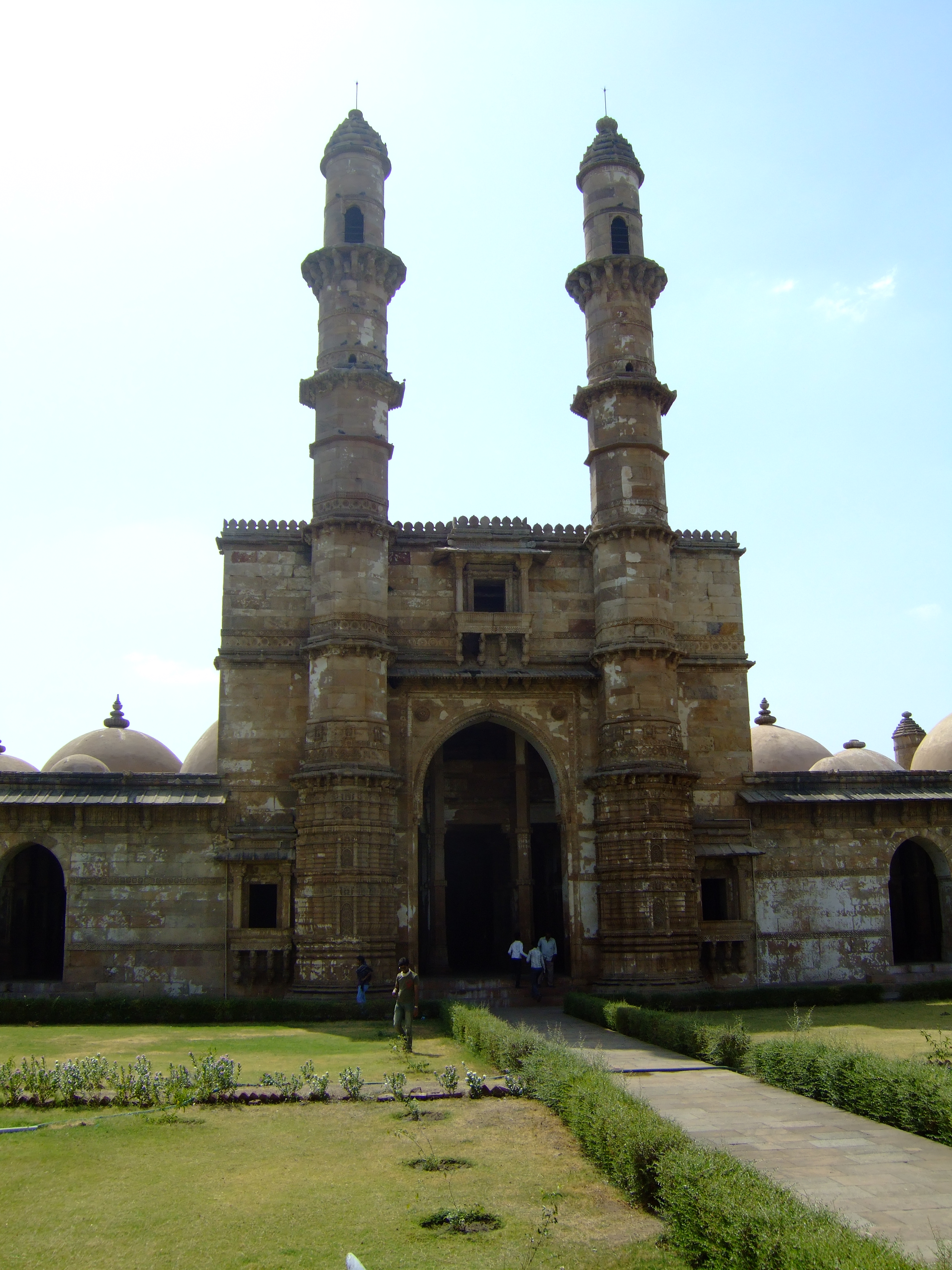
Entrata della moschea
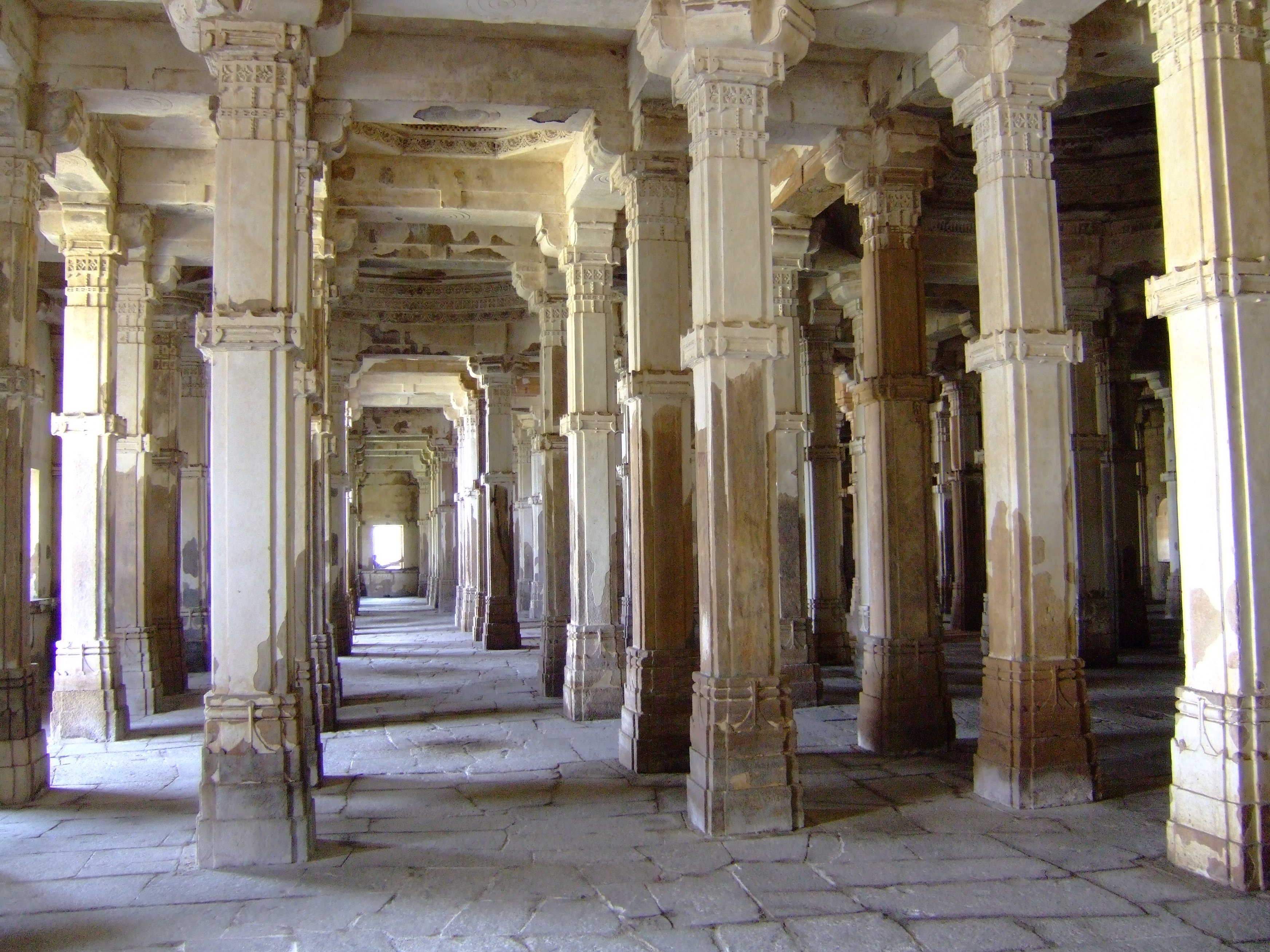
Interno della moschea
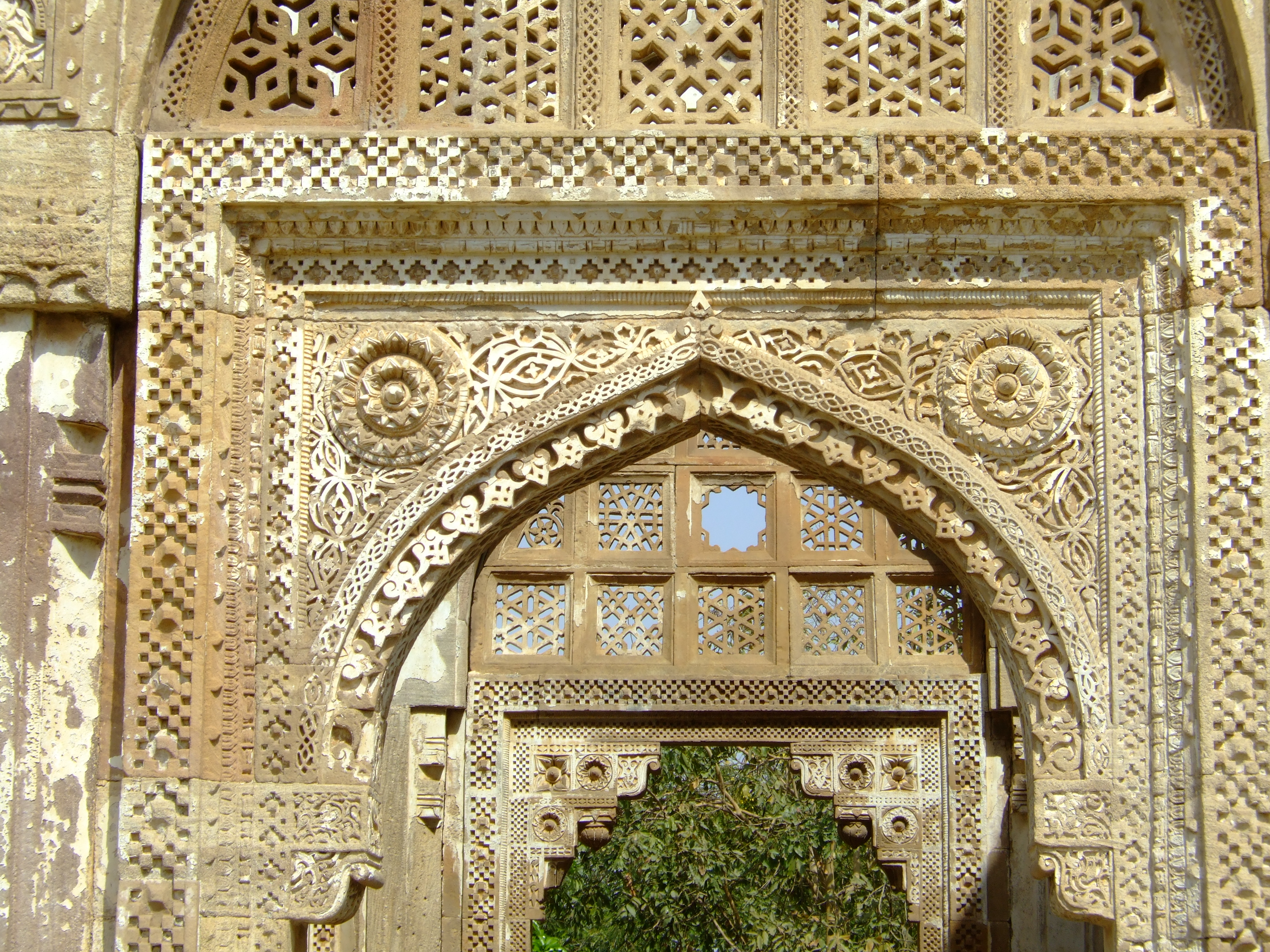
Particolare dell'ingresso al cortile
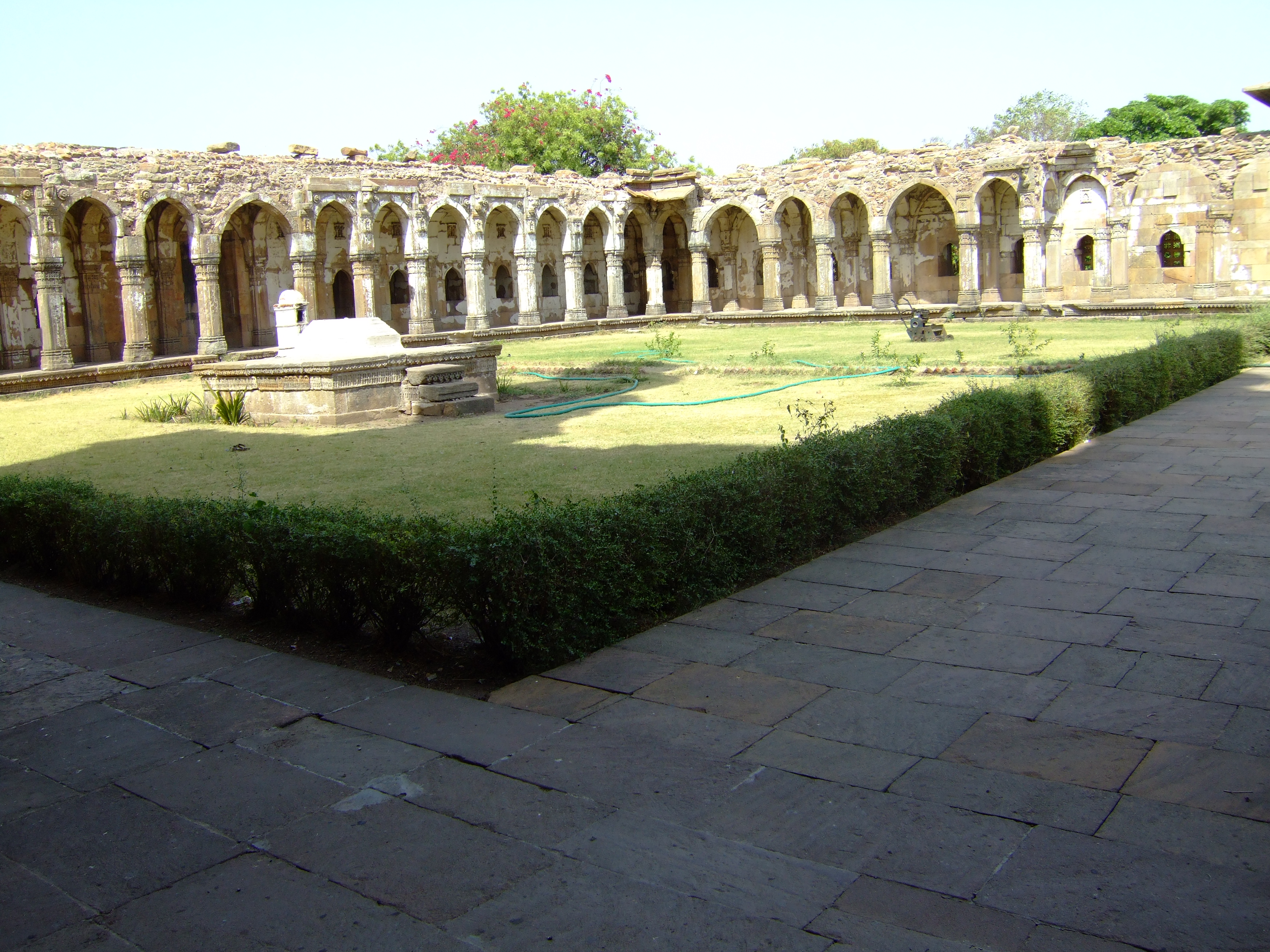
Il cortile interno

### Nagina Masjid
È la seconda moschea del sito, del XVI secolo. Si tratta di una enorme struttura costruita su un'alta piattaforma, con un ampio spazio aperto sul davanti. Su entrambi i lati dell'ingresso principale della moschea ci sono minareti scolpiti con grande maestria e le nicchie sono riempite con motivi floreali. La moschea ha tre cupole di grandi dimensioni, la maggiore è costruita sopra la sala di preghiera principale ed è sostenuta da colonne riccamente decorate e da finestre.

### Sat Mahal
Il Sat Mahal è il palazzo di sette piani costruito dai re Chauhan, che proprio qui furono giustiziati per aver rifiutato di abbracciare l'Islam dopo la conquista musulmana, mentre mogli e figli commissero il jauhar.
Altri monumenti degni di nota sono due granai a cupola, il Makai Kothar e il Naulakha Kothar.

### Ek Minar ki Masjid

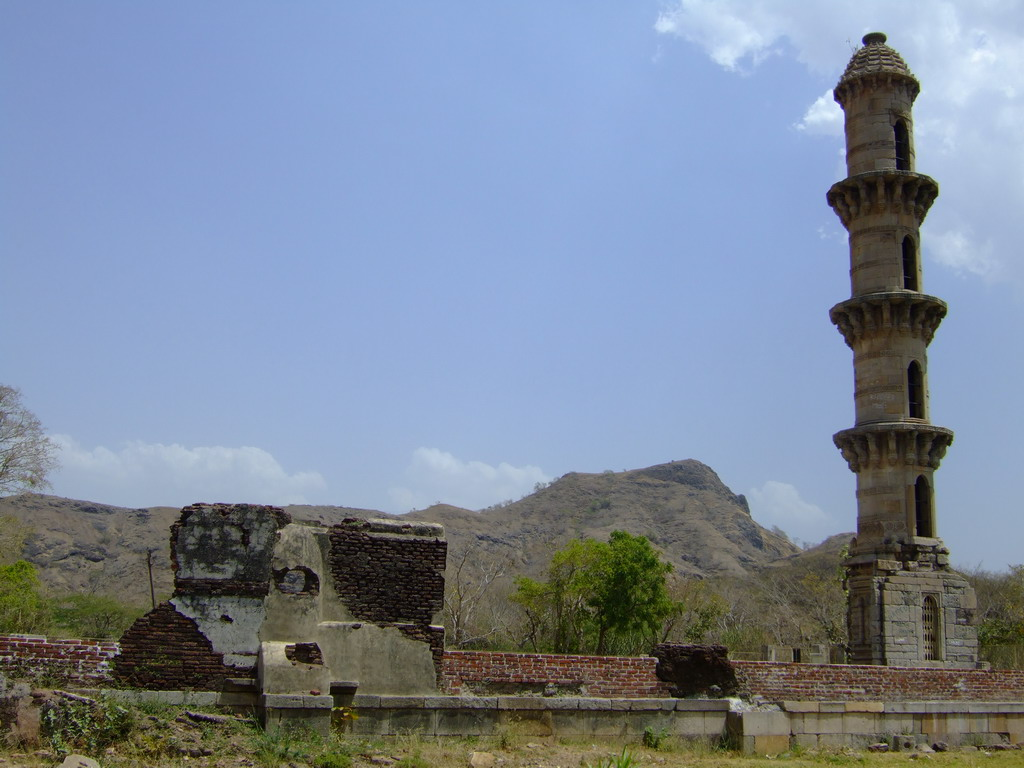
Minareto della Ek Minar ki Masjid

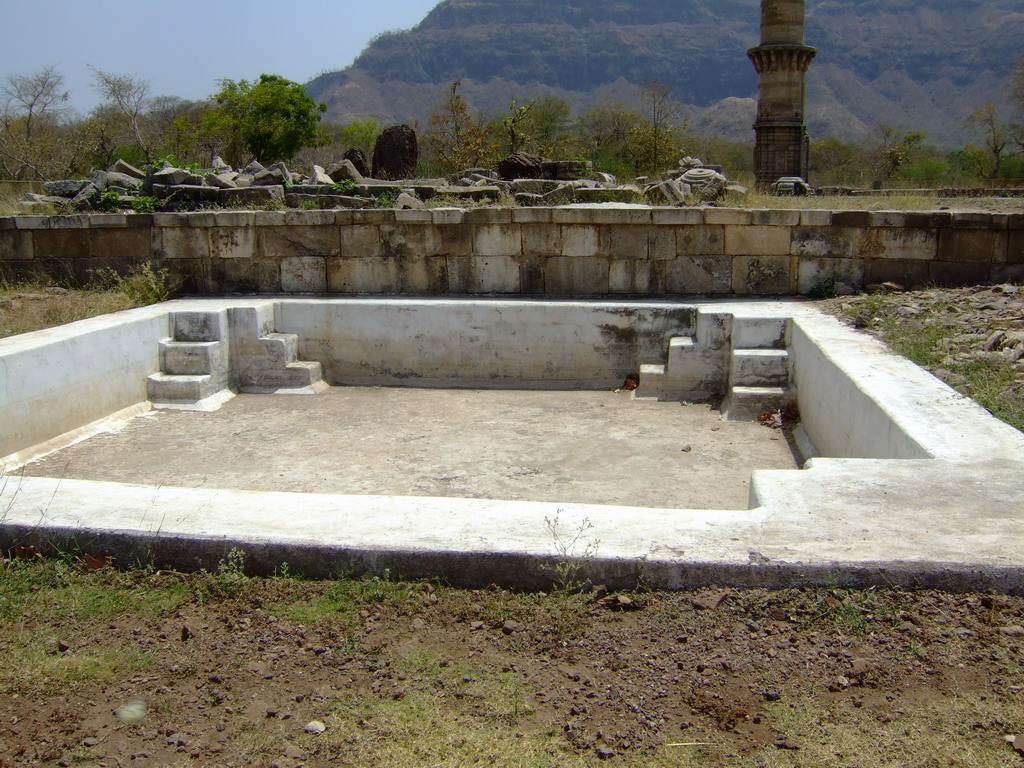
Vasca della Ek Minar ki Masjid

Questa moschea è situata a circa 2 km fuori dalle mura cittadine; oramai è rimasto integro solo il minareto e la vasca delle abluzioni. Fu costruita dal re Bahadur Shah (1526-1536).

### Sakar Khan Dargah

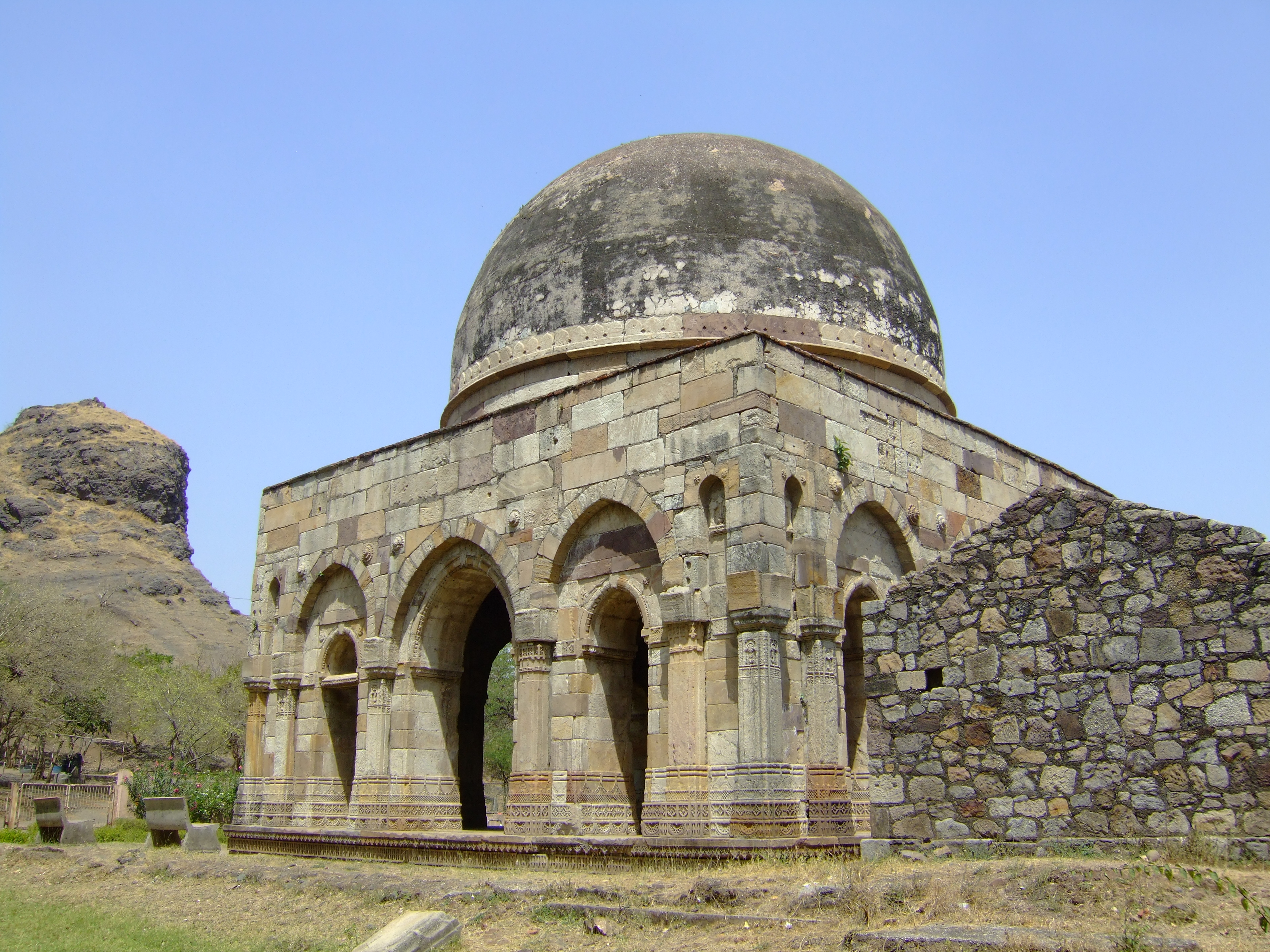
Sakar khan Dargah

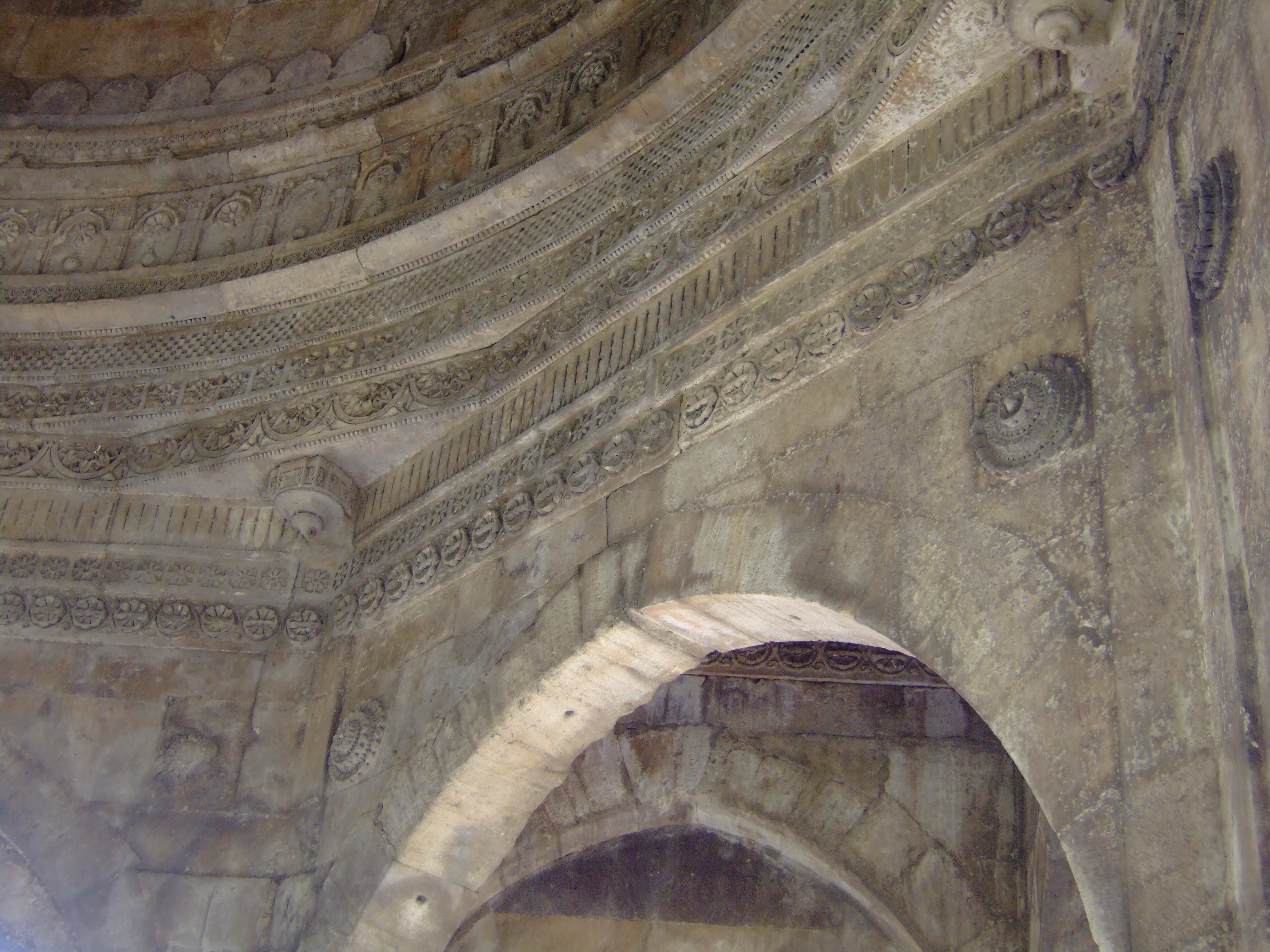
Interno del mausoleo

È il più grande mausoleo della città di Champaner. La Dargah dedicata a Sakar Khan, poggia su un plinto ed ha una imponente cupola.

### Pozzo elicoidale

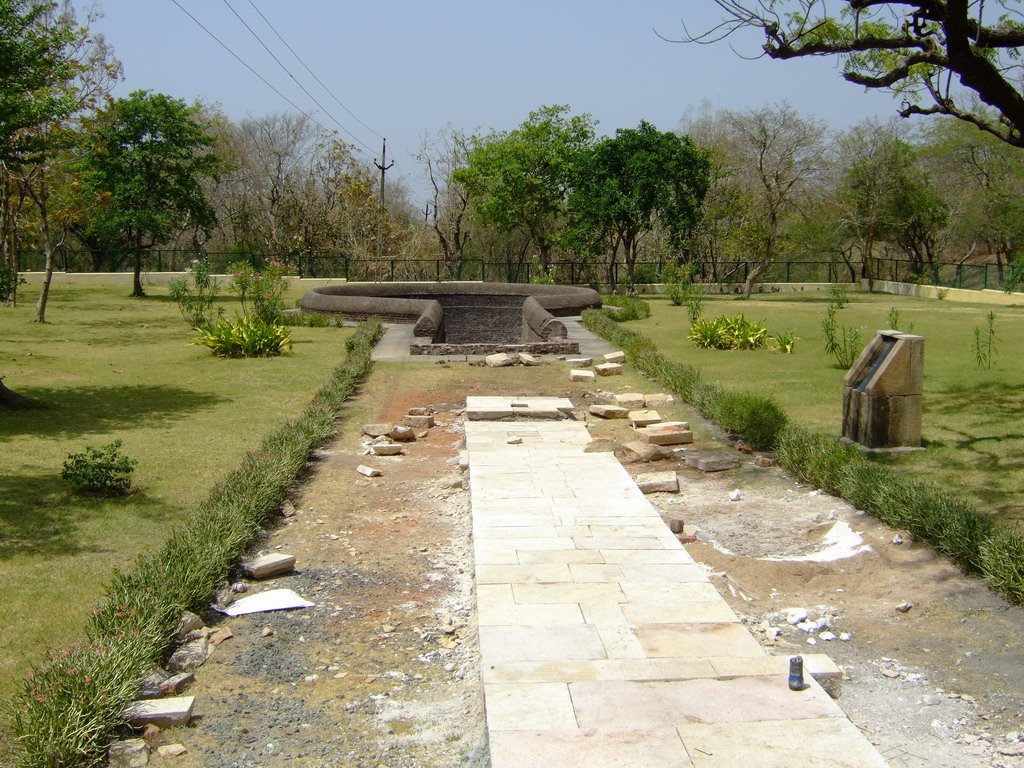
Pozzo elicoidale

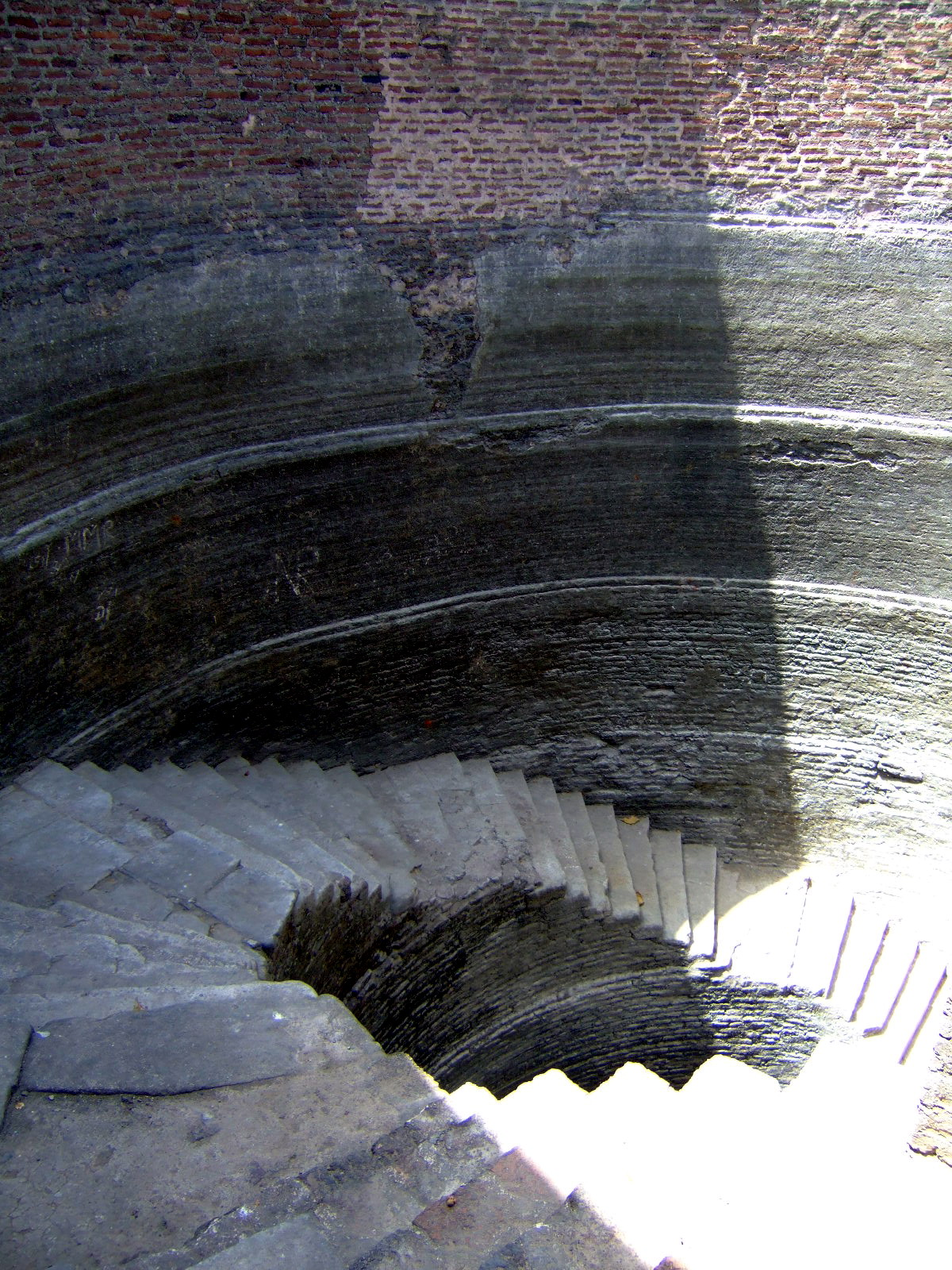
Pozzo elicoidale

I pozzi a gradini (chiamati localmente vav) sono un metodo per sopperire alla cronica scarsità di acqua del Gujarat.
Il pozzo elicoidale di Champaner si trova al di fuori delle mura cittadine, a breve distanza dal Sakar Khan Dargah ed è pavimentato in pietra, mentre tutta la muratura è di mattoni.

### Pavagadh Fort

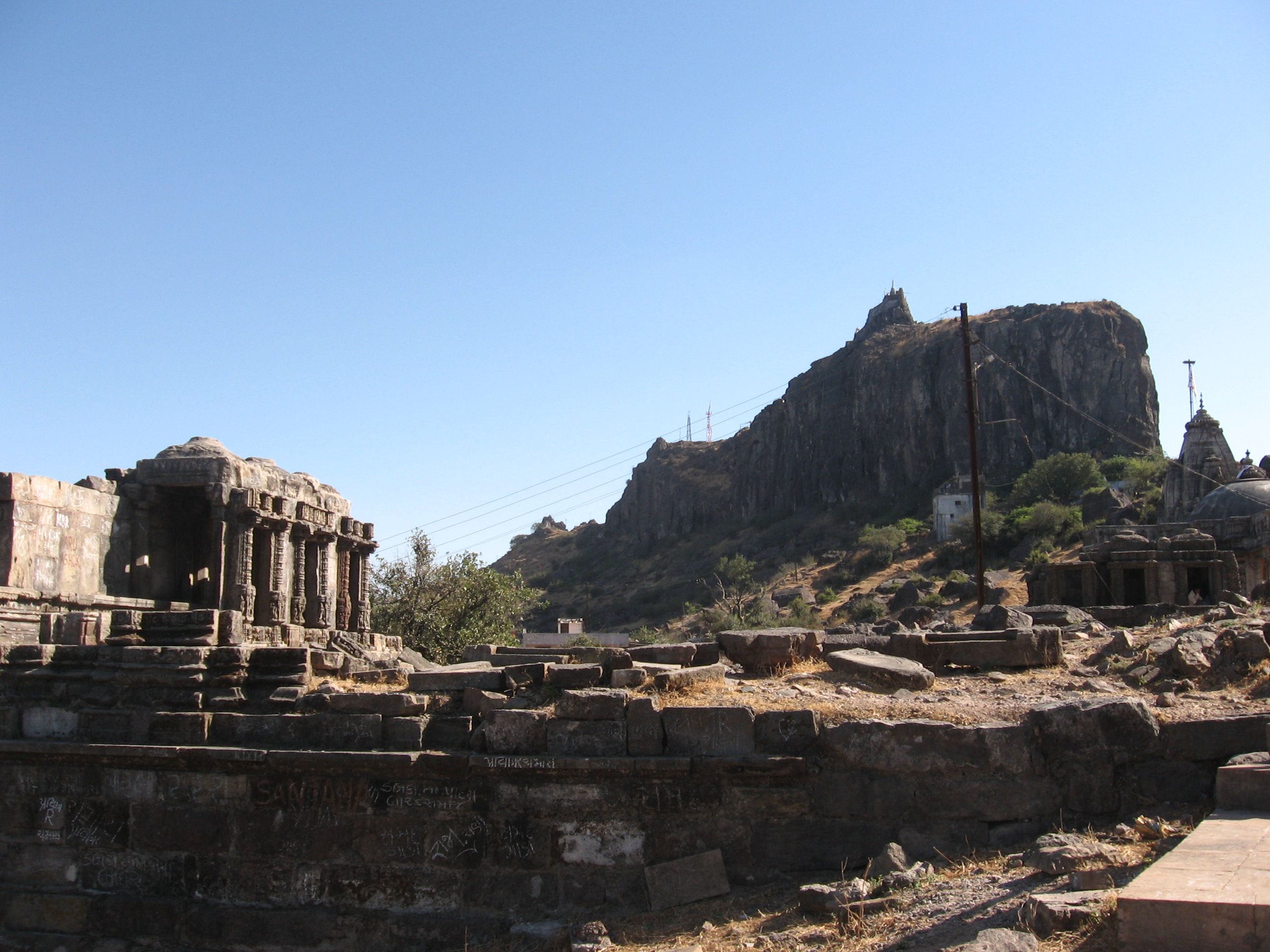
Rovine sulla cima della collina

Il forte si trova sulla cima della Pavagadh Hill (822 m) e si trova a circa Km a sud-ovest del sito archeologico di Champaner. All'interno sono presenti templi musulmani, indù e janisti ed anche le rovine di una precedente forticazione, questo a testimonianza del passato del luogo.